# Alph-Art humour
L’Alph-Art humour est un prix remis à des auteurs de bande dessinée lors du festival international de la bande dessinée d'Angoulême entre 1989 et 2001. Il récompensait le meilleur album humoristique francophone paru une année donnée.

## Liste des lauréats
- 1989 : Florence Cestac, Harry Mickson, tome 5 : Les Vieux Copains pleins de pépins, Futuropolis
- 1990 : Tronchet et Gelli, Raoul Fulgurex, tome 1 : Dans le secret du mystère, Glénat
- 1991 : F'murr, Le Pauvre Chevalier et Daniel Goossens, L'Encyclopédie des bébés, t. 3
- 1992 : Tome et Janry, Le Petit Spirou, Dupuis
- 1993 : Tronchet, Raymond Calbuth
- 1994 : Ben Radis et Dodo, Les Closh, tome 6 : Le Grand Karma, Les Humanoïdes associés
- 1995 : Johan De Moor et Stephen Desberg, La Vache, t. 2 : À mort l’Homme, vive l’ozone, Casterman
- 1996 : Willem Poignées d'amour
- 1997 : Florence Cestac Le Démon de midi
- 1998 : Tronchet, Jean-Claude Tergal t. 6 : Portraits de famille, AUDIE
- 1999 : Claire Bretécher, Agrippine et l'ancêtre, auto-édition
- 2000 : Blutch, Blotch, Fluide glacial
- 2001 : Jean-Marc Rochette, Napoléon et Bonaparte, Casterman